# Triacanthagyna dentata
Triacanthagyna dentata är en trollsländeart som först beskrevs av Dirk Cornelis Geijskes 1943.  Triacanthagyna dentata ingår i släktet Triacanthagyna och familjen mosaiktrollsländor. Inga underarter finns listade i Catalogue of Life.